# Jörn Happel
Jörn Happel (* 1978 in Gießen) ist ein deutscher Historiker und Hochschullehrer. Er ist seit 2020 Professor für die Geschichte Osteuropas und Ostmitteleuropas an der Helmut-Schmidt-Universität/Universität der Bundeswehr Hamburg.

## Leben
Jörn Happel wuchs in Wißmar auf. Er besuchte das Landgraf-Ludwig-Gymnasium in Gießen. Nach dem Abitur studierte er ab 1998 Osteuropäische Geschichte, Politikwissenschaft und Neuere Geschichte an der Justus-Liebig-Universität Gießen, an der er im Anschluss von 2004 bis 2006 Lehrbeauftragter für Osteuropäische Geschichte war. Von 2005 bis 2017 war er wissenschaftlicher Assistent an der Professur für Osteuropäische und Neuere Allgemeine Geschichte an der Universität Basel. 2009 wurde er bei Heiko Haumann summa cum laude mit einer Arbeit zum Thema Nomadische Lebenswelten und zarische Politik. Der Aufstand in Zentralasien 1916 promoviert. Im Wintersemester 2013/14 vertrat Happel die Professur für Russland-/Asienstudien an der Ludwig-Maximilians-Universität München.
Nach Forschungsaufenthalten am Deutschen Historischen Institut Moskau, am Center for Russian, East European and Eurasian Studies der Stanford University und an der Forschungsstelle Osteuropa der Universität Bremen wurde Jörn Happel 2016 von der Universität Basel die venia docendi für Neuere Allgemeine und Osteuropäische Geschichte erteilt; seine diplomatiegeschichtliche Habilitationsschrift erschien 2018 unter dem Titel Der Ost-Experte. Gustav Hilger – Diplomat im Zeitalter der Extreme. 2017 und 2018 lehrte Happel als Vertretungsprofessor für Osteuropäische Geschichte an der Universität Konstanz. Von 2018 bis 2020 war er wissenschaftlicher Mitarbeiter und Lehrbeauftragter für Osteuropäische Geschichte am Historischen Seminar der Christian-Albrechts-Universität zu Kiel. Seit Dezember 2019 leitet Happel das Heisenberg-Projekt der Deutschen Forschungsgemeinschaft (DFG) „Die Vermessung des Imperiums. Der Aralsee, seine Erforschung und das Russländische Reich im 19. Jahrhundert“ an der Rheinischen Friedrich-Wilhelms-Universität Bonn. Im Oktober 2020 übernahm Jörn Happel die Leitung der Professur für Geschichte Osteuropas und Ostmitteleuropas an der Helmut-Schmidt-Universität/Universität der Bundeswehr Hamburg.

## Arbeits- und Forschungsschwerpunkte
- Osteuropäische, europäische und amerikanische Geschichte
- Geschichte der interkulturellen Beziehungen zwischen Ost- und Westeuropa
- Geschichte Zentralasiens und Sibiriens
- Geschichte des Ostjudentums
- Geschichte der Russischen Revolution
- Diplomatiegeschichte
- Lebenswelt- und Biographieforschung
- Kartographie und Raum
- Visual History

## Mitgliedschaften und Ehrungen
- 2018: Lehrpreis der Universität Konstanz von Studierenden (LUKS)[9]
- 2010: Fritz-Theodor-Epstein-Preis des Verbands der Osteuropahistorikerinnen und -historiker (VOH)[10]
- Mitglied im Osteuropa-Forum Basel (OFB), 2010–2014 Mitglied des Vorstands
- Mitglied im Verband der Osteuropahistorikerinnen und -historiker (VOH), 2011–2017 Mitglied des Vorstands

## Schriften (Auswahl)

### Als Autor
- Der Ost-Experte. Gustav Hilger – Diplomat im Zeitalter der Extreme. Paderborn 2018, ISBN 978-3-506-78609-8.
- Nomadische Lebenswelten und zarische Politik. Der Aufstand in Zentralasien 1916. Stuttgart 2010, ISBN 978-3-515-09771-0.

### Als Herausgeber
- mit Manfred Sapper, Volker Weichsel, Jan Kusber, Heidi Hein-Kircher: Vermessene Welt. Osteuropaexperten im 20. Jahrhundert (= Osteuropa 67, 1–2) 2017.
- mit Norman Domeier: Auslandskorrespondenten. Journalismus und Politik 1900–1970 (= Zeitschrift für Geschichtswissenschaft 62, 5) 2014.
- mit Malte Rolf: Grenzgänger in Vielvölkerreichen. Grenzziehungen und -Überschreitungen in Russland und Österreich-Ungarn (1850–1919) (= Zeitschrift für Geschichtswissenschaft 59, 5) 2011.
- mit Christophe von Werdt, Mira Jovanović: Osteuropa kartiert – Mapping Eastern Europe. Münster 2010, ISBN 978-3-643-80015-2.
- mit Heiko Haumann, Carmen Scheide: Das Jahrhundert des Gedächtnisses. Erinnern und Vergessen in der russischen und sowjetischen Geschichte im 20. Jahrhundert. St. Petersburg 2010, ISBN 978-5-901603-19-2.

### Als Reihen-Mitherausgeber
- seit 2017 wissenschaftlicher Beirat und Mitherausgeber der Zeitschrift Koło Historii. Czasopismo afiliowane z Instytutem Historii Uniwersytetu Marii Curie-Skłodowskiej w Lublinie.